# Broghol-Pass
Der Broghol bzw. Broghol-Pass (auch Broghil oder Boroghil) hat eine Scheitelhöhe von 3798 m. 
Er quert den Hindukusch und verbindet den Wakhan-Korridor Afghanistans im Norden mit dem Chitral-Distrikt in Pakistan im Süden. Um das Gebiet des Passes leben  Wakhi und Kirgisen.
Da dieser Pass eine schneereiche Höhenlage überwindet, ist er etwa drei Monate im Jahr wegen Schnee und Temperaturen um die −40 °C geschlossen und lediglich neun Monate mit Fahrzeugen befahrbar. 
Der Chitral-Distrikt ist über einen Tunnel und drei Gebirgspässe oder durch das Kunartal von Afghanistan erreichbar. Die anderen Pässe sind der Dorah-Pass, der in den Wakhan-Korridor nach Afghanistan führt und der Shandur-Pass, der nach Gilgit in Pakistan führt.
Es wird angenommen, dass Marco Polo den Broghol-Pass auf seiner Reise nach China überwand. Der Pass spielt in der Komödie Spies Like Us (deutsch: „Spione wie wir“) eine Rolle, wo ihn Dan Aykroyd auf einem Yak überwindet. Des Weiteren kommt er in den Büchern The Gilgit Game (deutsch: Das Spiel von Gilgit) von John Keay aus dem Jahre 1985 und in The Kafirs of the Hindukush (deutsch: Die Kafire des Hindukusch) von Sir George Scott Robertson (1852–1916) aus dem Jahr 1896 vor.